# Barupė
Die Barupė ist ein linker Nebenfluss des Nevėžis in Mittellitauen. 
Sie entspringt 10 Kilometer westlich von Jonava, in der Umgebung des Dorfs Žinėnai und fließt nach Norden über den Rajon Jonava und den Rajon Kėdainiai. Sie mündet in den Nevėžis 44 Kilometer von seinem Ende bei Kruopiai (unweit von Labūnava). Die Barupė ist 48,2 Kilometer lang.

## Nebenflüsse
- Linke Nebenflüsse: Savyda, Mėkla, Urka
- Rechte Nebenflüsse: Kulvė, Vabalas, Paparčia

## Quellen

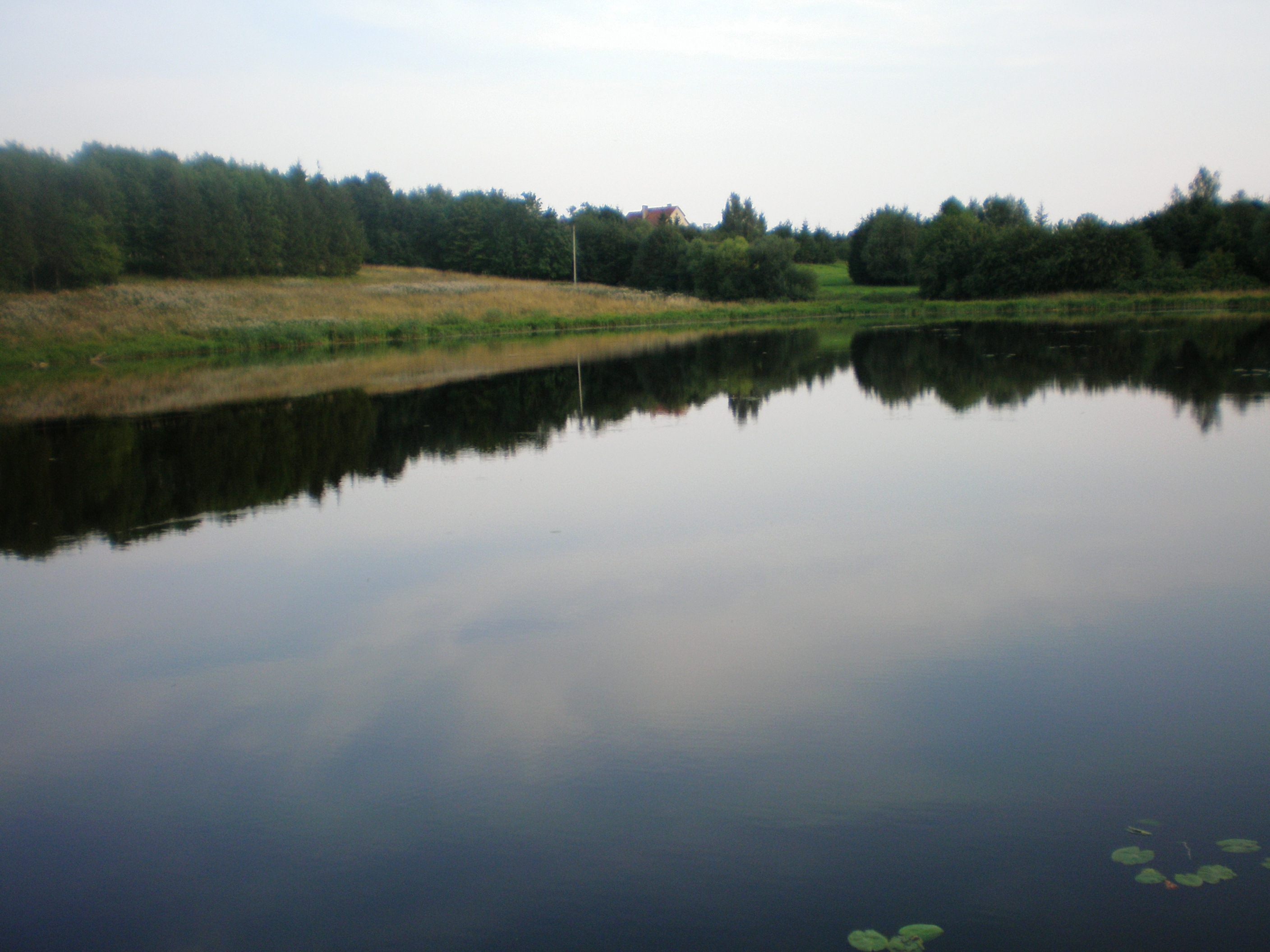
Stausee in Labūnava
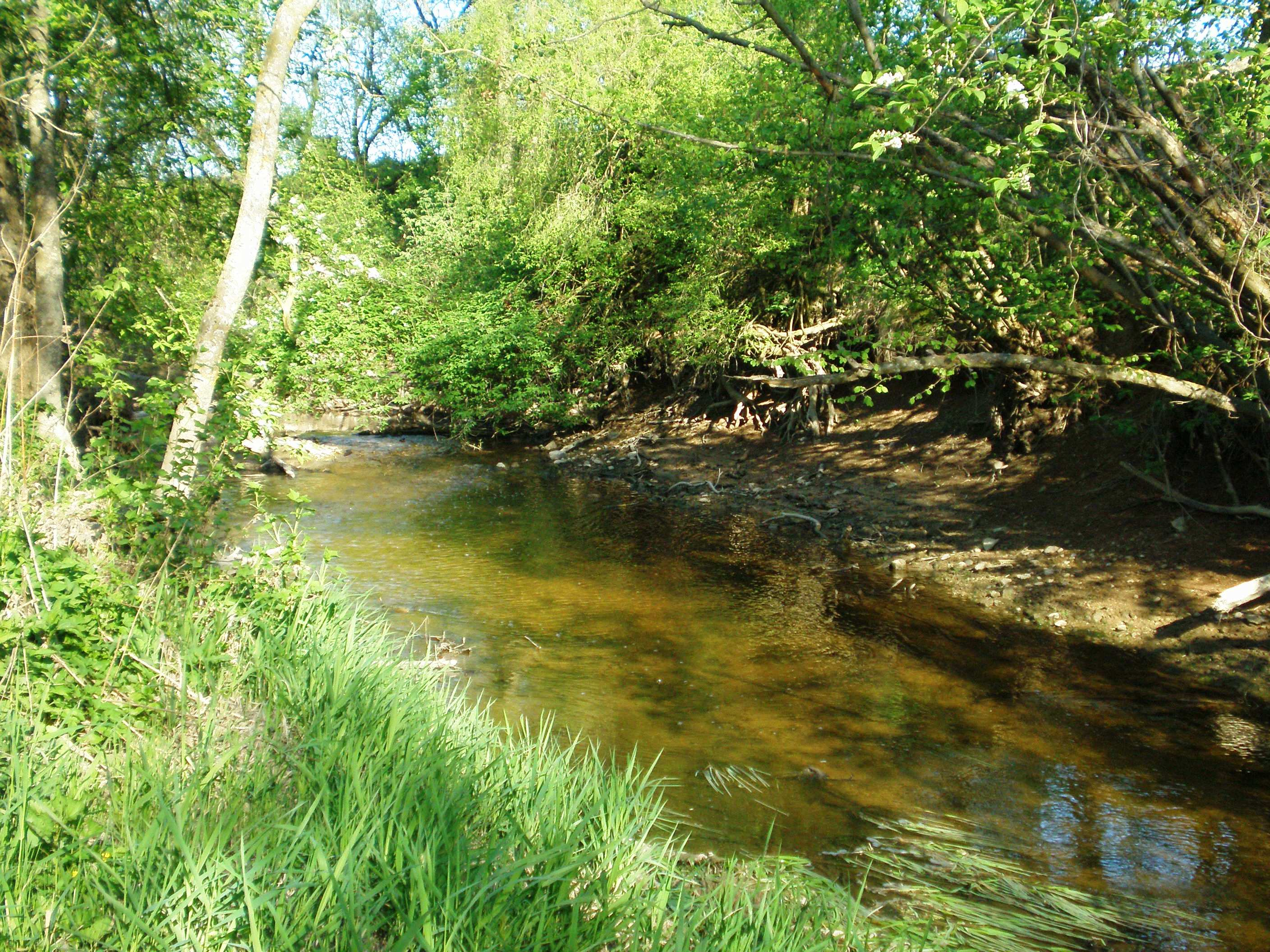
Barupė hinter Serbinai
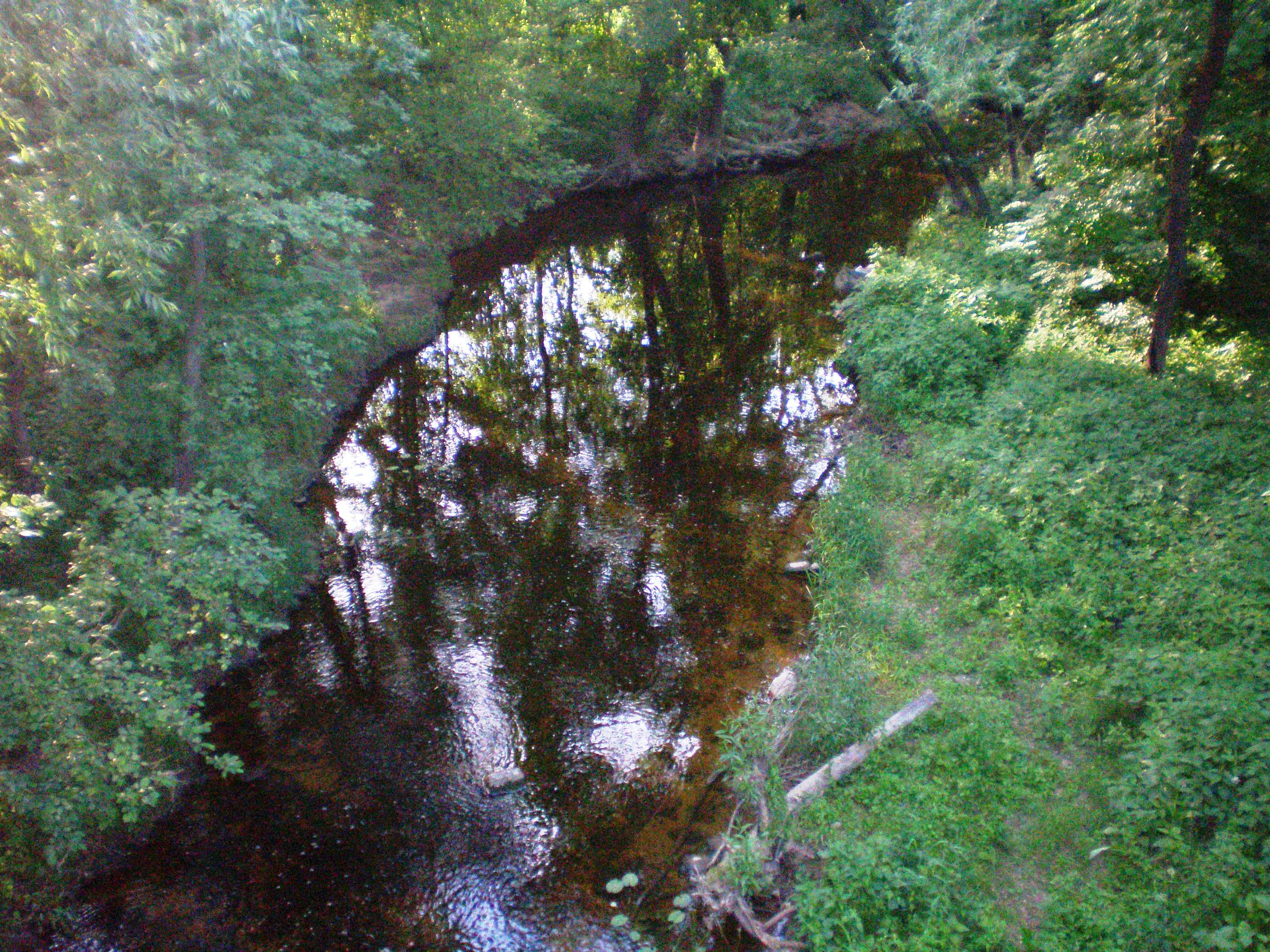
Barupė in Labūnava